# Melchor Fauli Garcés
Melchor Fauli Garcés (Benavites 1981), més conegut com a Melchor, és un pilotari professional en nòmina de l'empresa ValNet. En l'Escala i corda juga com a mitger. Va debutar el 1993 al Trinquet de Pelayo (València), i va guanyar el Circuit Bancaixa en 2007, juntament amb Núñez i Tino.
Va deixar de ser professional després de la temporada 2008/2009, quan arran de la crisi econòmica, Valnet es va desprendre d'ell i d'altres pilotaris. Tanmateix, va continuar apareixent en diverses partides i competicions, com l'individual de 2011.

## Palmarés
- Campió del Circuit Bancaixa: 2007[5]